# Mše (hudba)

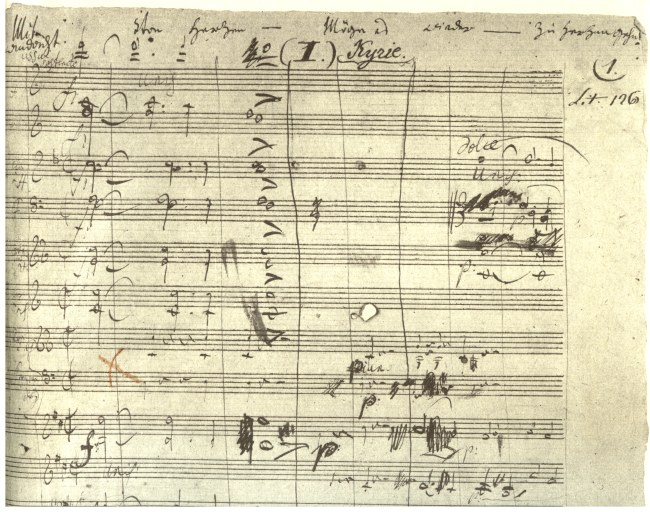
Missa solemnis - Beethovenův autograf, začátek části Kyrie

Mše (lat. Missa) jako hudební forma je zhudebnění vybraných textů ordinaria - základní křesťanské bohoslužby, mše. Nejčastěji jde o takzvanou tridentskou mši, převládající v římskokatolické církvi od konce 16. do druhé třetiny 20. století. Existují však i mše v podobě zhudebnění jiných liturgických útvarů včetně nelatinských a nekatolických. Hudební podoba mše se vyvíjela během středověku (gregoriánský chorál), nejstarší celkově dochovanou mší je Messe de Nostre Dame, kterou kolem roku 1364 složil Guillaume de Machaut.

## Charakteristika
Základem mše je mešní ordinárium, tedy neměnné části liturgie umožňující zhudebnění. V tridentské mši jich je sedm:
- Kyrie eleison (Pane smiluj se; na rozdíl od ostatních latinských textů se zpívá řecky)
- Gloria nebo Gloria in excelsis Deo (Sláva na výsostech Bohu)
- Credo (Věřím)
- Sanctus (Svatý)
- Benedictus (Blahoslavený, požehnaný), původně samostatná část později splynula se Sanctus
- Agnus Dei (Beránku Boží)
- Ite missa est (Jděte ve jménu Páně)

Některá zhudebnění mše obsahují i její proměnlivé části, takzvané mešní proprium. To se mění podle období církevního roku a příležitostí, při nichž se mše slouží. Proprium má tradičně čtyři části:
- Introitus (vstupní zpěvy – příchod kněze k oltáři)
- Graduální zpěvy (obvykle hudebně nejsložitější, zpívaly se mezi čteními z Bible. Mezi tyto zpěvy patří Aleluja (v postní době Tractus), Graduale a Sekvence)
- Offertorium (zpívá se při přinášení obětních darů)
- Communio (přijímání/obětování)

Zvláštním typem mše je rekviem – mše za zemřelé, zádušní mše. Obvykle se zhudebňují tyto jeho části::
- Introitus: Requiem aeternam dona eis, Domine.
- Kyrie eleison
- Sekvence Dies irae (druhý vatikánský koncil tuto sekvenci ze zádušní bohoslužby vypustil, užívá se pouze při mši v tradičním římském ritu)
- Offertorium Domine Jesu Christe
- Sanctus a Benedictus
- Agnus Dei
- Communio Lux aeterna

## Slavné mše
Mezi nejčastěji hrané mše věhlasných skladatelů se řadí například tyto:
- Johann Sebastian Bach: Mše h moll
- Ludwig van Beethoven: Mše C dur, Missa solemnis D dur
- Leonard Bernstein: Mše (Mass)
- Antonín Dvořák: Mše D dur "Lužanská", Rekviem
- Joseph Haydn: Stvoření
- Wolfgang Amadeus Mozart: Korunovační mše, Velká mše c moll, Rekviem
- Guiseppe Verdi: Messa da Requiem
- Leoš Janáček: Glagolská mše

Autory většího množství zpracování textu mešního ordinaria byli např. Antonio Vivaldi, Jan Dismas Zelenka a mnoho dalších.